# Ostrava Open WTA
L'Ostrava Open, noto anche come J&T Banka Ostrava Open o AGEL Open per motivi di sponsorizzazione, è stato un torneo professionistico femminile di tennis che si giocava a Ostrava nella Repubblica Ceca. Faceva parte della categoria Premier e si giocava sul cemento indoor della Ostravar Aréna. Nel 2020 si è giocata la prima edizione a seguito delle tante cancellazioni dovute alla pandemia di COVID-19.

## Albo d'oro

### Singolare
| Anno | Categoria | Campione           | Finalista          | Punteggio        |
| ---- | --------- | ------------------ | ------------------ | ---------------- |
| 2020 | Premier   | Aryna Sabalenka    | Viktoryja Azaranka | 6–2, 6–2         |
| 2021 | WTA 500   | Anett Kontaveit    | Maria Sakkarī      | 6–2, 7–5         |
| 2022 | WTA 500   | Barbora Krejčiková | Iga Świątek        | 5–7, 7–6(4), 6–3 |

### Doppio
| Anno | Categoria | Campioni                      | Finalisti                          | Punteggio |
| ---- | --------- | ----------------------------- | ---------------------------------- | --------- |
| 2020 | Premier   | Elise Mertens Aryna Sabalenka | Gabriela Dabrowski Luisa Stefani   | 6–1, 6–3  |
| 2021 | WTA 500   | Sania Mirza Zhang Shuai       | Kaitlyn Christian Erin Routliffe   | 6–3, 6–2  |
| 2022 | WTA 500   | Caty McNally Alycia Parks     | Alicja Rosolska Erin Routliffe (2) | 6–3, 6–2  |